# Jean Beguin (Chemiker)
Jean Beguin (* um 1550 in Lothringen; † um 1620 in Paris) war ein französischer Chemiker. Er gehörte zur Paracelsus-Schule der Iatrochemie und ist bekannt als Autor eines der bekanntesten Chemie-Lehrbücher des 17. Jahrhunderts, des Tyrocinium Chymicum von 1610. Darin finden sich auch die ersten veröffentlichten Diagramme von chemischen Reaktionen (im 18. Jahrhundert wurden sie dann erst wieder von William Cullen und Joseph Black in ihren Vorlesungen benutzt).

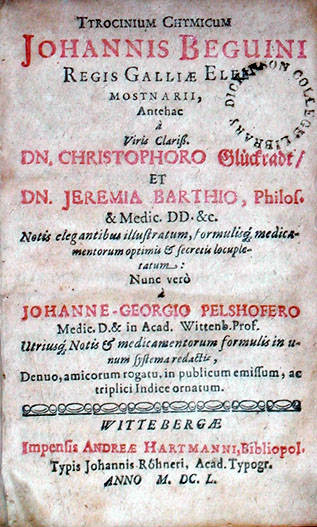
Titelblatt Tyrocinium chymicum, Wittenberg 1650

Beguin absolvierte eine Apothekerlehre in Sedan und studierte Medizin und Pharmazie. Nach einer Studienreise zu Bergwerken in Italien, Deutschland und Ungarn eröffnete er in Paris eine Schule mit pharmazeutisch-chemischem Labor.
Das Buch Tyrocinium chymicum ist als Einführung entstanden und hatte anfangs nur 70 Seiten, die in späteren Auflagen auf über 500 anwuchsen. Es wird häufig als erstes wirkliches Chemielehrbuch (im Gegensatz zu alchemistischen Texten) angesehen, ist sehr praktisch orientiert und hier finden sich einige Chemikalien erstmals in der Literatur beschrieben wie Spiritus sulphuris volatilis Beguinii (Ammoniumpolysulfid). Er beschreibt erstmals Aceton (brennender Geist des Saturn), Schwefelverbrennung unter einer Glasglocke und die Herstellung von Quecksilberchlorid (Sublimatus Dulcis). In der Ausgabe von 1615 gibt es das erste Reaktionsdiagramm der Chemie  (Umsetzung von Quecksilberchlorid mit Antimonsulfid).
Neben seinem Hauptwerk veröffentlichte er noch andere Bücher, wie Novum lumen chymicum (1608) und Les elemens de chymie (1615). Seine Bücher wurden in viele Sprachen übersetzt.